# Campeonato Mundial de Atletismo de 2019
Campeonato Mundial de Atletismo de 2019 foi a 17ª edição do campeonato bienal do esporte realizada entre 27 de setembro e 6 de outubro no Estádio Internacional Khalifa em Doha, no Qatar. A cidade de Doha conquistou o direito de sediar a competição pelos votos dos membros do conselho da IAAF em novembro de 2014, após uma disputa com as cidades de Barcelona, na Espanha e Eugene, nos Estados Unidos.
Esta foi a segunda vez que a nova prova feminina da Marcha de 50 km, a única prova masculina do atletismo ainda não disputada por mulheres nos Jogos Olímpicos, foi realizada. Também foi a primeira vez em que os atletas puderam exibir o nome dos patrocinadores de suas equipes nacionais em seus kits de competição e onde a maratona é disputada à meia-noite num torneio internacional, por causa da temperatura local. Foi também estabelecido um número limite para os participantes de algumas provas, como 100 para a maratona, 60 para a marcha de 20 km e 27 competidores para os 10000 m, entre outras modificações decididas pelo congresso da IAAF em Mônaco, em dezembro de 2018. Este campeonato também foi o primeiro onde foi disputado uma nova prova de velocidade, o revezamento 4x400 m misto, composto de dois homens e duas mulheres, ainda não existente nas Olimpíadas. O tempo mais rápido da prova passou a ser considerado o novo recorde mundial desta modalidade, que foi conquistado pela equipe dos Estados Unidos.
A participação da Rússia, a princípio incerta já que algumas exigências da IAAF com relação a amostras completas de atletas daquele país e pendências financeiras relativas a apelações ao Tribunal Arbitral ainda não tinham sido resolvidas, acabou sendo formalmente negada quatro dias antes do início do campeonato. Alguns atletas russos, sem histórico de envolvimento em problemas de dopagem, puderam competir como atletas individuais sob a designação de "Atletas Neutros", como já haviam feito anteriormente em Londres 2017, entre eles a bicampeã mundial do salto em altura Mariya Lasitskene.A imprensa e atletas de países diversos criticaram duramente o evento, reclamando do calor, da falta de público no estádio, da atmosfera fria dos espectadores, da agenda e dos horários das provas e questionaram porque Doha foi escolhida como sede do Mundial.
Falah, um atlético falcão vestindo um uniforme na cor castanho-avermelhada da bandeira do Qatar, foi o mascote do primeiro campeonato mundial realizado no Oriente Médio.
Mais uma vez os Estados Unidos venceram a competição, com 14 medalhas de ouro e 29 no total geral. Foram quebrados dois recordes mundiais, um recorde mundial júnior e cinco recordes do campeonato, além de diversos recordes continentais e nacionais, fazendo deste o campeonato mundial de mais alto nível técnico de todos, com o desempenho médio ultrapassando o anterior, Londres 2017. Baseado nas tabelas de pontuação da IAAF, os melhores atletas masculino e feminino foram o arremessador de peso norte-americano Joe Kovacs e a saltadora de distância alemã  Malaika Mihambo, os dois campeões mundiais em suas modalidades. A prova do arremesso de peso, vencida por Kovacs no último dos seus seis arremessos, viu a disputa de mais alto nível já havida neste esporte, com três atletas alcançando a marca de 22,90 m e acima, atingida pela primeira vez em quase trinta anos. O brasileiro Darlan Romani fez a segunda melhor marca da sua vida, quebrou o recorde anterior do campeonato mundial e só conseguiu o quarto lugar. Esta foi também a primeira competição de atletismo em que uma mulher, a holandesa Sifan Hassan, venceu duas provas de distâncias completamente diferentes em especialização, os 1500 m e os 10000 m. Ainda no dia da abertura do evento o atleta guinéu-bissauense Braima Dabó percebeu que o atleta Jonathan Busby, de Aruba, apresentava claros sinais de esgotamento físico e impossibilidade de concluir a prova. Em uma atitude de fair play, Dabó socorreu Busby e o ajudou a concluir a prova, momento que recebeu uma enorme ovação do público.

## Escolha da sede
A escolha de Doha como sede do primeiro campeonato mundial realizado no Oriente Médio foi cercada de grandes polêmicas, apesar das declarações de Lorde Sebastian Coe, presidente da IAAF, de que a escolha iria desenvolver o atletismo dentro da comunidade e da população do Qatar. O presidente da Federação Espanhola de Atletismo, que viu a cidade de Barcelona ser eliminada na primeira rodada de votações, afirmou que a escolha havia sido a pior possível e que "a única coisa que os árabes tinham era dinheiro". Lamine Diack, o ex-presidente da IAAF envolvido em várias denúncias de corrupção, foi acusado pela justiça e pela imprensa ocidental à época da escolha de ter recebido milhões dólares em suborno dos qataris através de seu filho para sacramentar a escolha de Doha. Durante a competição, a escolha da cidade foi duramente criticada por diversos atletas, que consideraram ser um desrespeito terem que competir sob aquelas condições climáticas, de calor e umidade. Apesar de um sistema inédito de ar condicionado ter sido instalado no estádio das competições, reduzindo a temperatura interna a níveis aceitáveis, as competições da maratona e da marcha atlética foram disputadas em temperaturas de mais de 32°C, com sensação térmica de mais de 40°, mesmo marcadas para o início da madrugada. Além disso, o campeonato enfrentou um baixíssimo nível de interesse por parte do público, levando o estádio a estar quase vazio em diversos dias da competição, mesmo com ingressos grátis sendo distribuídos pela organização.
A questão dos direitos humanos no Qatar também levantou preocupações, principalmente com relação aos seis mil trabalhadores imigrantes no país e as condições em que eram tratados, vários deles envolvidos na construção e limpeza do estádio das competições, que havia apresentado queixas sobre salários não pagos contra empresas do país. O presidente da IAAF respondeu que o Mundial era uma maneira de conseguir mudanças sociais no país e que o torneio se encontrava acima de questões políticas.

## Local
O evento foi realizado no Estádio Nacional Khalifa, na capital qatarense, um estádio multipropósito que faz parte do moderno complexo multiesportivo da Cidade dos Esportes na capital, incluindo também um grande centro aquático. Construído em 1976 e com capacidade para 40.000 espectadores, ele é o primeiro estádio já totalmente modernizado para a Copa do Mundo de 2022, que também será realizada no Qatar. Sede do atletismo durante os Jogos Mundiais Escolares de 2009 e dos Jogos Pan-Arábicos de 2011, amistosos com as equipes de futebol do Brasil, Argentina e Inglaterra já aconteceram em seu gramado, antes da reforma completa terminada em 2017.  As provas de rua foram realizadas ao longo do Corniche de Doha, uma área de passeio público de sete quilômetros de comprimento que circunda a orla da Baía de Doha, em torno do luxuoso centro econômico-financeiro da capital.
- Vista do Corniche de Doha ao longo do qual foram realizadas as provas da marcha atlética e da maratona.

## Prêmios
O campeonato paga prêmios em dinheiro e esta edição dividiu mais de sete milhões de dólares entre os atletas, incluindo um bônus de US$100.000 dólares para quem estabelecer um novo recorde mundial em sua prova. Os principais prêmios são:
| Eventos individuais – US$60.000 – US$30.000 – US$20.000 4° lugar: US$15.000 5º lugar: US$10.000 6° lugar: US$6.000 7º lugar: US$5.000 8° lugar: US$4.000 | Eventos por equipe – US$80.000 – US$40.000 – US$20.000 4° lugar: US$16.000 5º lugar: US$12.000 6° lugar: US$8.000 7º lugar: US$6.000 8° lugar: US$4.000 |

## Recordes
| Recorde               | Modalidade                | Atleta              | País           | Marca    | Anterior               |
| Recorde mundial       | revezamento 4x400 m misto | Estados Unidos      | Estados Unidos | 3:09.34  | —                      |
| Recorde mundial       | 400 m c/ barreiras        | Dalilah Muhammad    | Estados Unidos | 52.16    | 52.20 – 2019           |
|                       | salto em altura           | Yaroslava Mahuchikh | Ucrânia        | 2,04 m   | 2,01 m – 1986          |
| Recorde do campeonato | 3000 m c/ obstáculos      | Beatrice Chepkoech  | Quénia         | 8:57.84  | 9:02.58 – Londres 2017 |
| Recorde do campeonato | 800 metros                | Donavan Brazier     | Estados Unidos | 1:42.34  | 1:43.06 – Roma 1987    |
| Recorde do campeonato | arremesso de peso         | Joe Kovacs          | Estados Unidos | 22,91 m  | 22,23 m – Roma 1987    |
| Recorde do campeonato | 1500 metros               | Sifan Hassan        | Países Baixos  | 3:51.95  | 3:58.52 – Paris 2003   |
| Recorde do campeonato | 5000 metros               | Hellen Obiri        | Quénia         | 14:26.72 | 14:26.83 – Pequim 2015 |

 = recorde mundial  = recorde mundial júnior  = recorde do campeonato mundial

## Quadro de medalhas
| Posição | País                 | Ouro | Prata | Bronze | Total |
| 1       | Estados Unidos       | 14   | 11    | 4      | 29    |
| 2       | Quênia               | 5    | 2     | 4      | 11    |
| 3       | Jamaica              | 3    | 5     | 4      | 12    |
| 4       | China                | 3    | 3     | 3      | 9     |
| 5       | Etiópia              | 2    | 5     | 1      | 8     |
| 6       | Atletas Neutros *    | 2    | 3     | 1      | 6     |
| 7       | Grã-Bretanha         | 2    | 3     |        | 5     |
| 8       | Alemanha             | 2    |       | 4      | 6     |
| 9       | Japão                | 2    |       | 1      | 3     |
| 10      | Países Baixos        | 2    |       |        | 2     |
| 10      | Uganda               | 2    |       |        | 2     |
| 12      | Polônia              | 1    | 2     | 3      | 6     |
| 13      | Bahrein              | 1    | 1     | 1      | 3     |
| 13      | Cuba                 | 1    | 1     | 1      | 3     |
| 13      | Suécia               | 1    | 1     | 1      | 3     |
| 16      | Bahamas              | 1    | 1     |        | 2     |
| 17      | Catar                | 1    |       | 1      | 2     |
| 18      | Austrália            | 1    |       |        | 1     |
| 18      | Granada              | 1    |       |        | 1     |
| 18      | Noruega              | 1    |       |        | 1     |
| 18      | Venezuela            | 1    |       |        | 1     |
| 22      | Estônia              |      | 2     |        | 2     |
| 22      | Ucrânia              |      | 2     |        | 2     |
| 24      | Canadá               |      | 1     | 4      | 5     |
| 25      | Bélgica              |      | 1     | 1      | 2     |
| 25      | Colômbia             |      | 1     | 1      | 2     |
| 25      | França               |      | 1     | 1      | 2     |
| 28      | Argélia              |      | 1     |        | 1     |
| 28      | Bósnia e Herzegovina |      | 1     |        | 1     |
| 28      | Portugal             |      | 1     |        | 1     |
| 31      | Áustria              |      |       | 2      | 2     |
| 32      | Burkina Fasso        |      |       | 1      | 1     |
| 32      | Costa do Marfim      |      |       | 1      | 1     |
| 32      | Croácia              |      |       | 1      | 1     |
| 32      | Equador              |      |       | 1      | 1     |
| 32      | Espanha              |      |       | 1      | 1     |
| 32      | Grécia               |      |       | 1      | 1     |
| 32      | Hungria              |      |       | 1      | 1     |
| 32      | Itália               |      |       | 1      | 1     |
| 32      | Marrocos             |      |       | 1      | 1     |
| 32      | Namíbia              |      |       | 1      | 1     |
| 32      | Nigéria              |      |       | 1      | 1     |
| 32      | Nova Zelândia        |      |       | 1      | 1     |
| 32      | Suíça                |      |       | 1      | 1     |

- Atletas Neutros é a denominação dos atletas da Rússia, impedida de participar como nação, que disputaram o campeonato individualmente sob a bandeira da IAAF.

## Medalhistas

### Masculino
| Evento                             | Ouro                                                                           | Ouro     | Prata                                                                                  | Prata    | Bronze                                                                       | Bronze         |
| 100 m detalhes                     | Christian Coleman · Estados Unidos                                             | 9.76     | Justin Gatlin · Estados Unidos                                                         | 9.89     | Andre De Grasse · Canadá                                                     | 9.90           |
| 200 m detalhes                     | Noah Lyles · Estados Unidos                                                    | 19.83    | Andre De Grasse · Canadá                                                               | 19.95    | Álex Quiñónez · Equador                                                      | 19.98          |
| 400 m detalhes                     | Steven Gardiner · Bahamas                                                      | 43.48    | Anthony Zambrano · Colômbia                                                            | 44.15    | Fred Kerley · Estados Unidos                                                 | 44.17          |
| 800 m detalhes                     | Donavan Brazier · Estados Unidos                                               | 1:42.34  | Amel Tuka · Bósnia e Herzegovina                                                       | 1:43.47  | Ferguson Rotich · Quênia                                                     | 1:43.82        |
| 1500 m detalhes                    | Timothy Cheruiyot · Quênia                                                     | 3:29.26  | Taoufik Makhloufi · Argélia                                                            | 3:31.38  | Marcin Lewandowski Polônia                                                   | 3:31.46        |
| 5000 m detalhes                    | Muktar Edris · Etiópia                                                         | 12:58.8  | Selemon Berega · Etiópia                                                               | 12:59.7  | Mohammed Ahmed · Canadá                                                      | 13:01.1        |
| 10000 m detalhes                   | Joshua Cheptegei · Uganda                                                      | 26:48.3  | Yomif Kejelcha · Etiópia                                                               | 26:49.3  | Rhonex Kipruto · Quênia                                                      | 26:50.3        |
| Maratona detalhes                  | Lelisa Desisa · Etiópia                                                        | 2:10:40  | Mosinet Geremew · Etiópia                                                              | 2:10:44  | Amos Kipruto · Quênia                                                        | 2:10:51        |
| 110 m c/ barreiras (1) detalhes    | Grant Holloway · Estados Unidos                                                | 13.10    | Sergey Shubenkov Atletas Neutros*                                                      | 13.15    | Pascal Martinot-Lagarde · FrançaOrlando Ortega · Espanha                     | 13.1813.30     |
| 400 m c/ barreiras detalhes        | Karsten Warholm · Noruega                                                      | 47.42    | Rai Benjamin · Estados Unidos                                                          | 47.66    | Abderrahman Samba · Catar                                                    | 48.03          |
| 3000 m c/ obstáculos detalhes      | Conseslus Kipruto · Quênia                                                     | 8:01.35  | Lamecha Girma · Etiópia                                                                | 8:01.36  | Soufiane El Bakkali · Marrocos                                               | 8:03.76        |
| Marcha 20 km detalhes              | Toshikazu Yamanishi · Japão                                                    | 1:26:34  | Vasiliy Mizinov Atletas Neutros*                                                       | 1:26:49  | Perseus Karlström · Suécia                                                   | 1:27:00        |
| Marcha 50 km detalhes              | Yusuke Suzuki · Japão                                                          | 4:04:20  | João Vieira · Portugal                                                                 | 4:04:59  | Evan Dunfee · Canadá                                                         | 4:05:02        |
| 4x100 m detalhes                   | Estados Unidos · Justin Gatlin · Christian Coleman · Mike Rodgers · Noah Lyles | 37.10    | Grã-Bretanha · Adam Gemili · Zharnel Hughes · Richard Kilty · Nethaneel Mitchell-Blake | 37.36    | Japão · Shuhei Tada · Kirara Shiraishi · Yoshihide Kiryu · Abdul Sani Brown  | 37.43          |
| 4x400 m detalhes                   | Estados Unidos · Fred Kerley · Rai Benjamin · Michael Cherry · Wilbert London  | 2:56.69  | Jamaica · Akeem Bloomfield · Nathon Allen · Terry Ricardo Thomas · Demish Gaye         | 2:57.90  | Bélgica · Jonathan Sacoor · Robin Vanderbemden · Dylan Borlée · Kevin Borlée | 2:58.78        |
| Salto com vara detalhes            | Sam Kendricks · Estados Unidos                                                 | 5,97 m   | Armand Duplantis · Suécia                                                              | 5,97 m   | Piotr Lisek Polônia                                                          | 5,87 m         |
| Salto em distância detalhes        | Tajay Gayle · Jamaica                                                          | 8,69 m   | Jeff Henderson · Estados Unidos                                                        | 8,39 m   | Juan Echevarria · Cuba                                                       | 8,34 m         |
| Salto triplo detalhes              | Christian Taylor · Estados Unidos                                              | 17,92 m  | Will Claye · Estados Unidos                                                            | 17,74 m  | Hugues Fabrice Zango Burkina Fasso                                           | 17,66 m        |
| Salto em altura detalhes           | Mutaz Essa Barshim · Catar                                                     | 2,37 m   | Mikhail Akimenko Atletas Neutros*                                                      | 2,35 m   | Ilya Ivanyuk Atletas Neutros*                                                | 2,35 m         |
| Arremesso de peso detalhes         | Joe Kovacs · Estados Unidos                                                    | 22,91 m  | Ryan Crouser · Estados Unidos                                                          | 22,90 m  | Tomas Walsh · Nova Zelândia                                                  | 22,90 m        |
| Lançamento de disco detalhes       | Daniel Stahl · Suécia                                                          | 67,59 m  | Fedrick Dacres · Jamaica                                                               | 66,94 m  | Lukas Weisshaidinger · Áustria                                               | 66,82 m        |
| Lançamento de martelo (1) detalhes | Pawel Fajdek Polônia                                                           | 80,50 m  | Quentin Bigot · França                                                                 | 78,19 m  | Bence Halász · HungriaWojciech Nowicki · Polônia                             | 78,18 m77,69 m |
| Lançamento de dardo detalhes       | Anderson Peters · Granada                                                      | 86,89 m  | Magnus Kirt Estônia                                                                    | 86,21 m  | Johannes Vetter · Alemanha                                                   | 85,37 m        |
| Decatlo detalhes                   | Niklas Kaul · Alemanha                                                         | 8691 pts | Maicel Uibo Estônia                                                                    | 8604 pts | Damian Warner · Canadá                                                       | 8529 pts       |

(1) - As provas dos 110 m com barreiras e do lançamento do martelo tiveram medalhas de bronze duplas apesar de tempos e distâncias diferentes. Na corrida, o velocista espanhol foi empurrado por outro corredor e no martelo um lançamento do húngaro validado pelos juízes foi depois revisto como inválido. Com as apelações bem sucedidas de suas federações, medalhas de bronze foram concedidas a estes atletas sem que o bronze dos outros dois tenham sido retiradas, sendo outorgadas duas medalhas de bronze em cada prova, com marcas diferentes.

### Feminino
| Evento                         | Ouro                                                                                        | Ouro     | Prata                                                                                       | Prata    | Bronze                                                                              | Bronze   |
| 100 m detalhes                 | Shelly-Ann Fraser-Pryce · Jamaica                                                           | 10.71    | Dina Asher-Smith · Grã-Bretanha                                                             | 10.83    | Marie-Josée Ta Lou · Costa do Marfim                                                | 10.90    |
| 200 m detalhes                 | Dina Asher-Smith · Grã-Bretanha                                                             | 21.88    | Brittany Brown · Estados Unidos                                                             | 22.22    | Mujinga Kambundji · Suíça                                                           | 22.51    |
| 400 m detalhes                 | Salwa Eid Naser · Bahrein                                                                   | 48.14    | Shaunae Miller-Uibo · Bahamas                                                               | 48.37    | Shericka Jackson · Jamaica                                                          | 49.47    |
| 800 m detalhes                 | Halimah Nakaayi · Uganda                                                                    | 1:58.04  | Raevyn Rogers · Estados Unidos                                                              | 1:58.18  | Ajee Wilson · Estados Unidos                                                        | 1:58.84  |
| 1500 m detalhes                | Sifan Hassan · Países Baixos                                                                | 3:51.95  | Faith Kipyegon · Quênia                                                                     | 3:54.22  | Gudaf Tsegay · Etiópia                                                              | 3:54.38  |
| 5000 m detalhes                | Hellen Obiri · Quênia                                                                       | 14:26.72 | Margaret Kipkemboi · Quênia                                                                 | 14:27.49 | Konstanze Klosterhalfen · Alemanha                                                  | 14:28.43 |
| 10000 m detalhes               | Sifan Hassan · Países Baixos                                                                | 30:17.6  | Letesenbet Gidey · Etiópia                                                                  | 30:21.2  | Agnes Tirop · Quênia                                                                | 30:25.2  |
| Maratona detalhes              | Ruth Chepngetich · Quênia                                                                   | 2:32:43  | Rose Chelimo · Bahrein                                                                      | 2:33:46  | Helalia Johannes · Namíbia                                                          | 2:34:15  |
| 100 m c/ barreiras detalhes    | Nia Ali · Estados Unidos                                                                    | 12.34    | Kendra Harrison · Estados Unidos                                                            | 12.46    | Danielle Williams · Jamaica                                                         | 12.47    |
| 400 m c/ barreiras detalhes    | Dalilah Muhammad · Estados Unidos                                                           | 52.16    | Sydney McLaughlin · Estados Unidos                                                          | 52.23    | Rushell Clayton · Jamaica                                                           | 53.74    |
| 3000 m c/ obstáculos detalhes  | Beatrice Chepkoech · Quênia                                                                 | 8:57.8   | Emma Coburn · Estados Unidos                                                                | 9:02.35  | Gesa Krause · Alemanha                                                              | 9:03.30  |
| Marcha 20 km detalhes          | Liu Hong · China                                                                            | 1:32:53  | Shenjie Qieyang · China                                                                     | 1:33:10  | Liujing Yang · China                                                                | 1:33:17  |
| Marcha 50 km detalhes          | Liang Rui · China                                                                           | 4:23:26  | Li Maocuo · China                                                                           | 4:26:40  | Eleonora Giorgi · Itália                                                            | 4:29:13  |
| 4x100 m detalhes               | Jamaica · Shelly-Ann Fraser-Pryce · Shericka Jackson · Natalliah Whyte · Jonielle Smith     | 41.44    | Grã-Bretanha · Dina Asher-Smith · Asha Philip · Ashleig Nelson · Daryl Neita                | 41.85    | Estados Unidos · Dezerea Bryant · Teahna Daniels · Morolake Akinosun · Kiara Parker | 42.10    |
| 4x400 m detalhes               | Estados Unidos · Phyllis Francis · Dalilah Muhammad · Sydney McLaughlin · Wadeline Jonathas | 3:18.92  | Polônia Iga Baumgart Patrycja Wyciszkiewicz Malgorzata Holub-Kowalik Justyna Święty-Ersetic | 3:21.89  | Jamaica · Anastasia Le-Roy · Shericka Jackson · Tiffany James · Stephenie McPherson | 3:22.37  |
| Salto com vara detalhes        | Anzhelika Sidorova Atletas Neutros*                                                         | 4,95 m   | Sandi Morris · Estados Unidos                                                               | 4,90 m   | Katerina Stefanidi · Grécia                                                         | 4,85 m   |
| Salto em distância detalhes    | Malaika Mihambo · Alemanha                                                                  | 7,30 m   | Maryna Bekh-Romanchuk · Ucrânia                                                             | 6,92 m   | Ese Brume · Nigéria                                                                 | 6,91 m   |
| Salto triplo detalhes          | Yulimar Rojas · Venezuela                                                                   | 15,37 m  | Shanieka Ricketts · Jamaica                                                                 | 14,92 m  | Caterine Ibarguen · Colômbia                                                        | 14,73 m  |
| Salto em altura detalhes       | Mariya Lasitskene Atletas Neutros*                                                          | 2,04 m   | Yaroslava Mahuchikh · Ucrânia                                                               | 2,04 m   | Vashti Cunningham · Estados Unidos                                                  | 2,00 m   |
| Arremesso de peso detalhes     | Gong Lijiao · China                                                                         | 19,55 m  | Danniel Thomas-Dodd · Jamaica                                                               | 19,47 m  | Christina Schwanitz · Alemanha                                                      | 19,17 m  |
| Lançamento de disco detalhes   | Yaime Pérez · Cuba                                                                          | 69,17 m  | Denia Caballero · Cuba                                                                      | 68,44 m  | Sandra Perkovic · Croácia                                                           | 66,72 m  |
| Lançamento de martelo detalhes | DeAnna Price · Estados Unidos                                                               | 77,54 m  | Joanna Fiodorow Polônia                                                                     | 76,35 m  | Zheng Wang · China                                                                  | 74,76 m  |
| Lançamento de dardo detalhes   | Kelsey-Lee Barber · Austrália                                                               | 66,56 m  | Liu Shiying · China                                                                         | 65,88 m  | Huihui Lyu · China                                                                  | 65,49 m  |
| Heptatlo detalhes              | Katarina Johnson-Thompson · Grã-Bretanha                                                    | 6981 pts | Nafissatou Thiam · Bélgica                                                                  | 6677 pts | Verena Preiner · Áustria                                                            | 6560 pts |

### Misto
| Evento           | Ouro                                                                              | Ouro    | Prata                                                                      | Prata   | Bronze                                                             | Bronze  |
| 4x400 m detalhes | Estados Unidos · Wilbert London · Allyson Felix · Courtney Okolo · Michael Cherry | 3:09.34 | Jamaica · Nathon Allen · Roneisha McGregor · Tiffany James · Javon Francis | 3:11.78 | Bahrein · Musa Isah · Aminat Jamal · Salwa Eid Naser · Abbas Abbas | 3:11.82 |

## Galeria

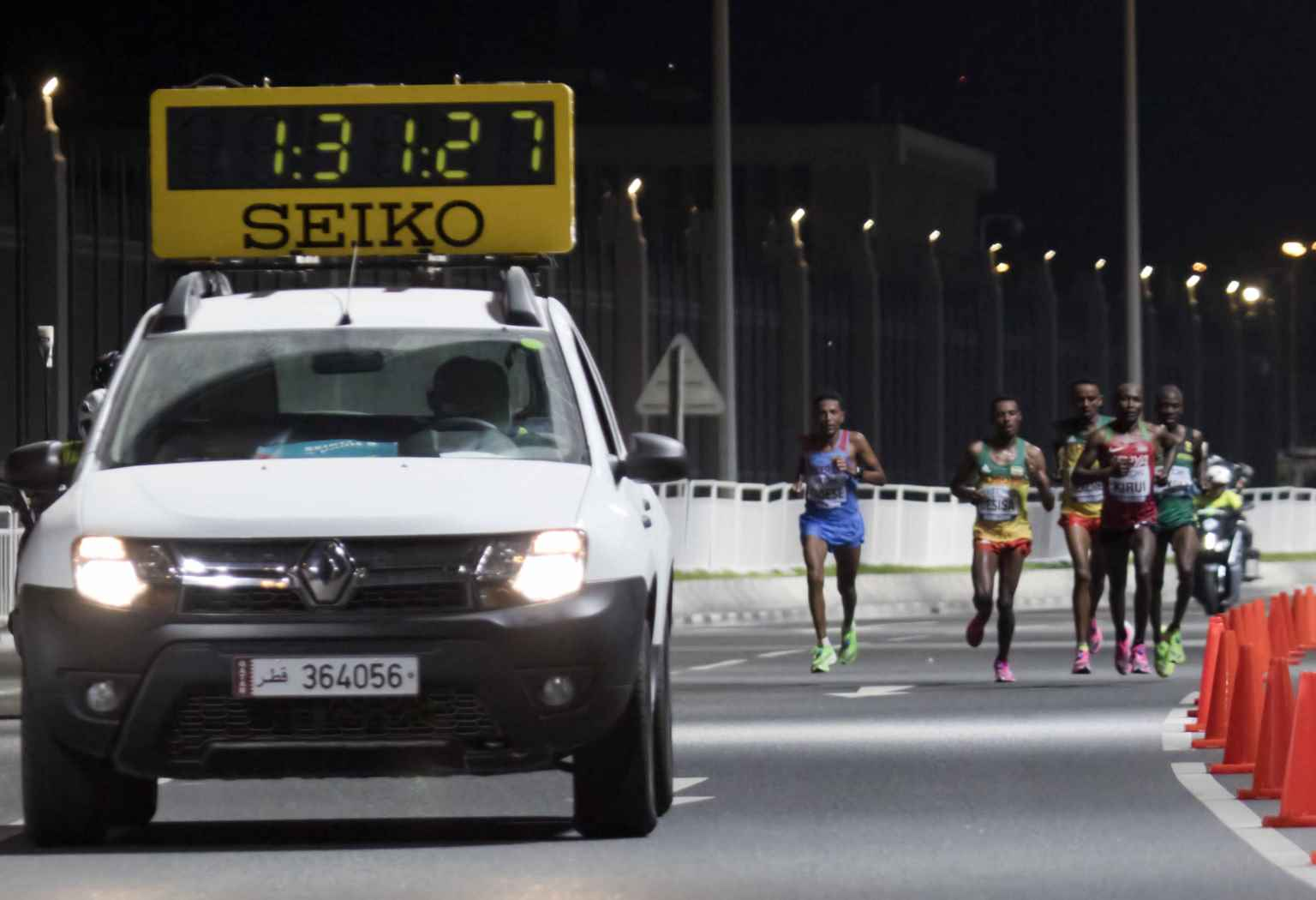
A maratona masculina, disputada na madrugada por causa do calor de Doha.
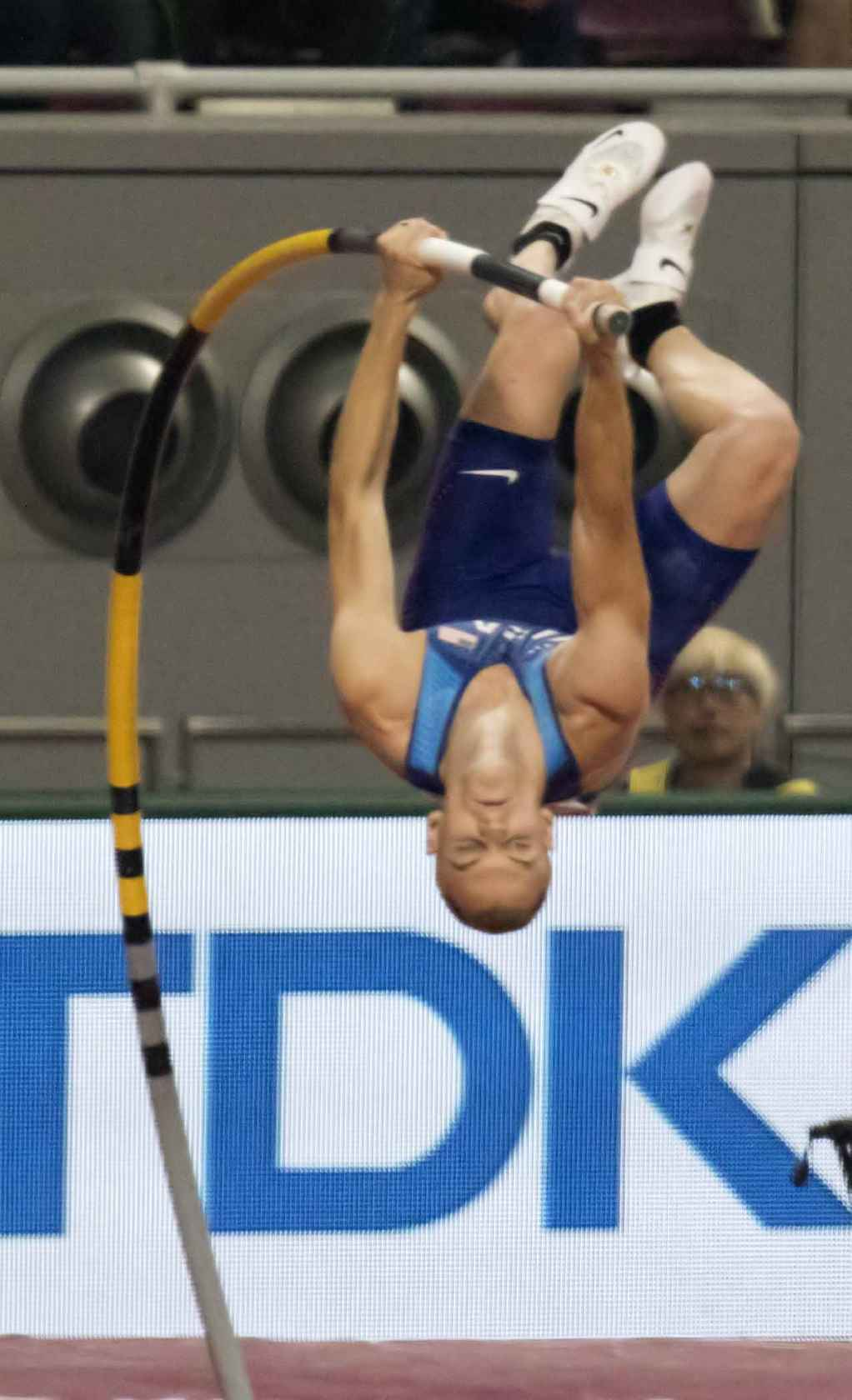
Sam Kendricks, campeão do salto com vara.
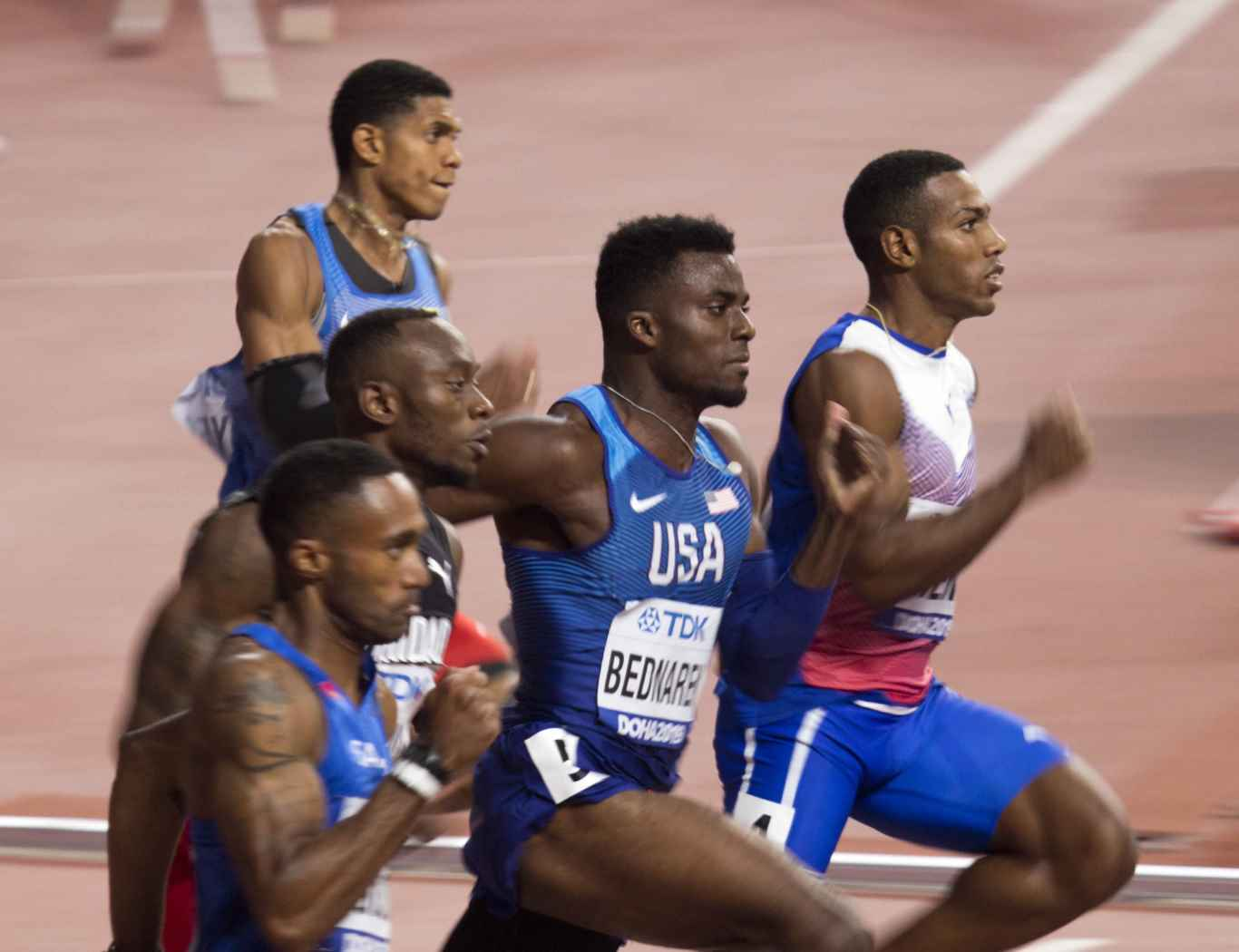
Eliminatória dos 200 m rasos masculinos.
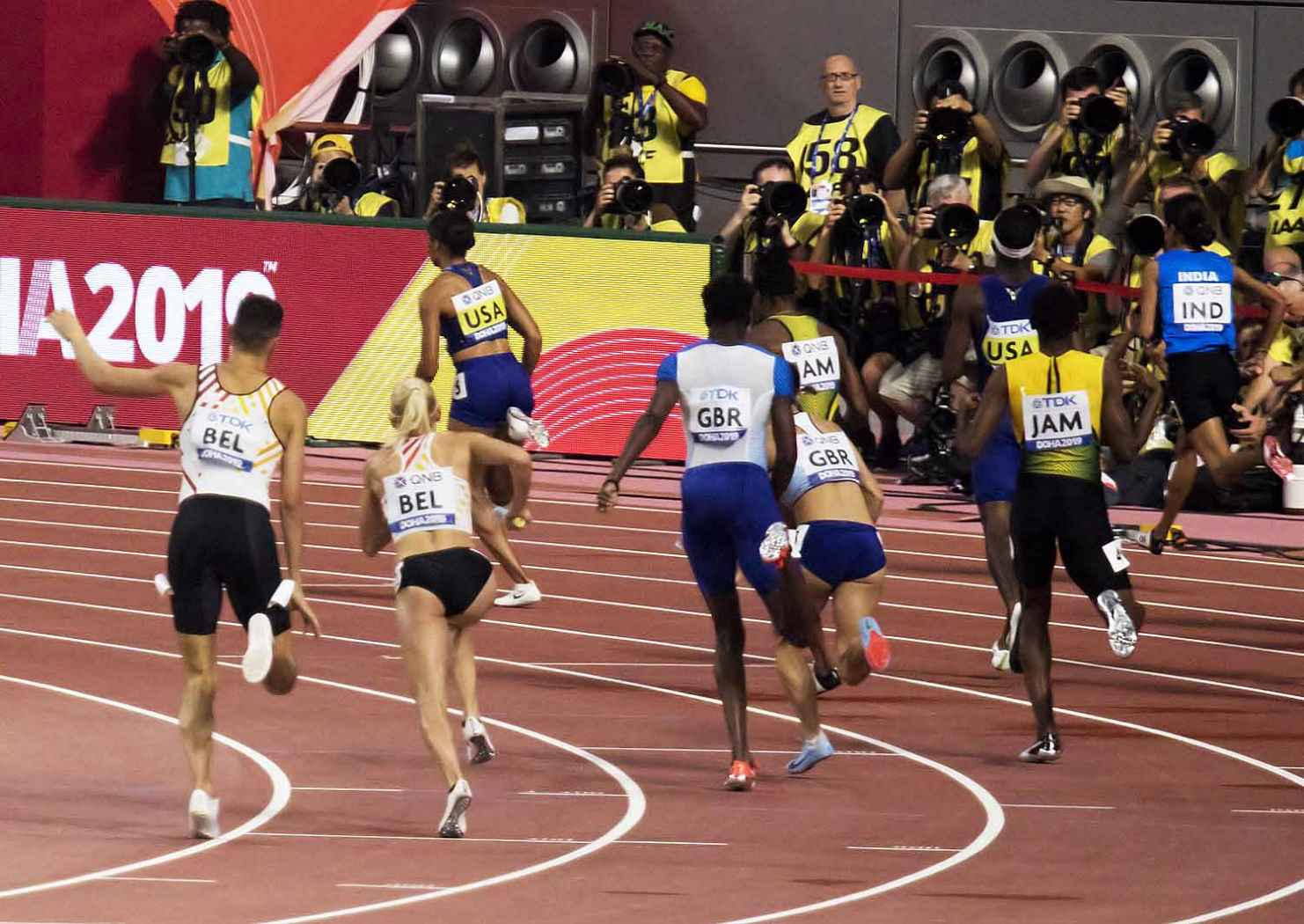
O revezamento 4x400 m misto foi disputado pela primeira vez no campeonato.
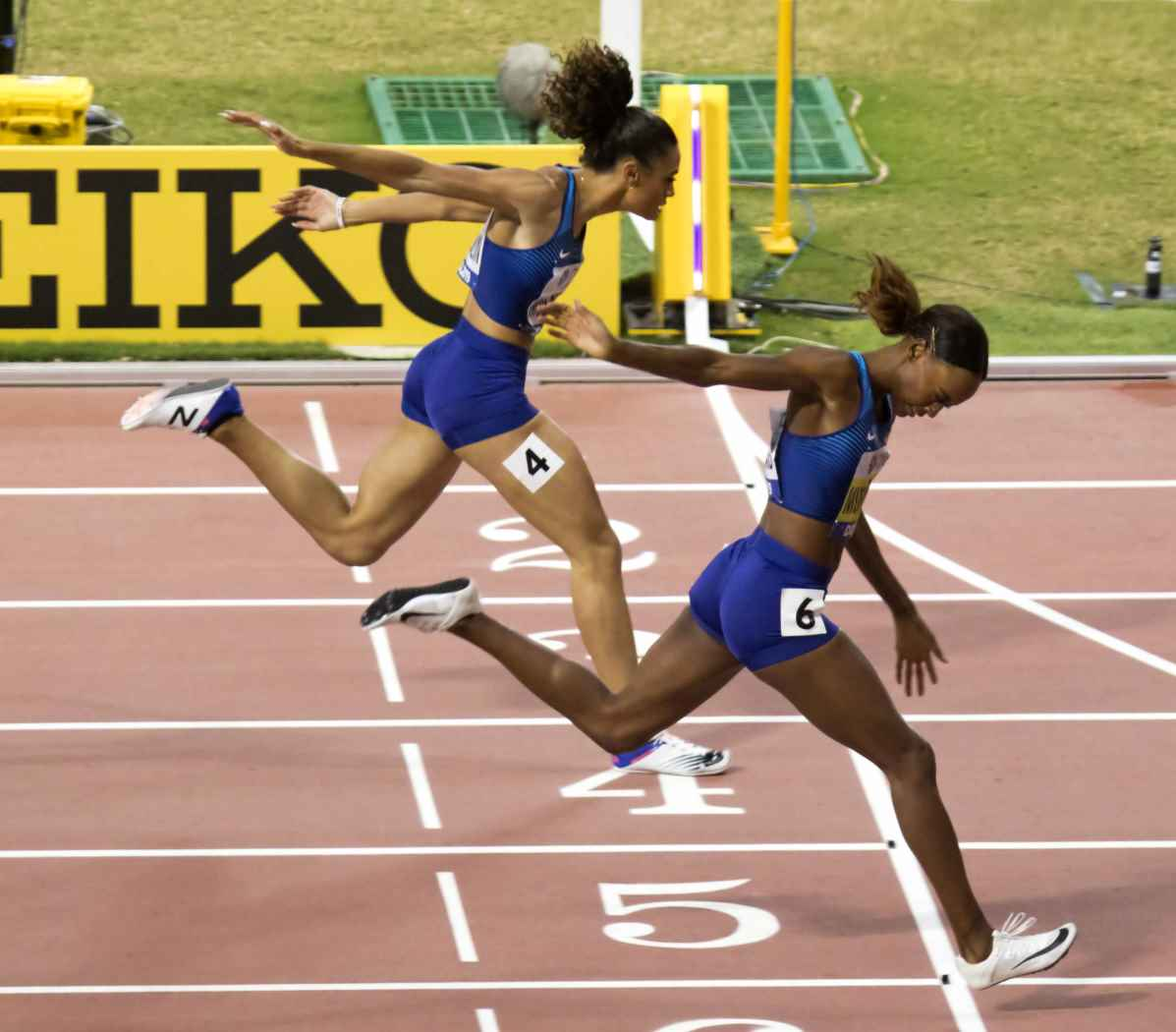
Dalilah Muhammad, dos EUA, vence e quebra o recorde mundial dos 400 m c/ barreiras.
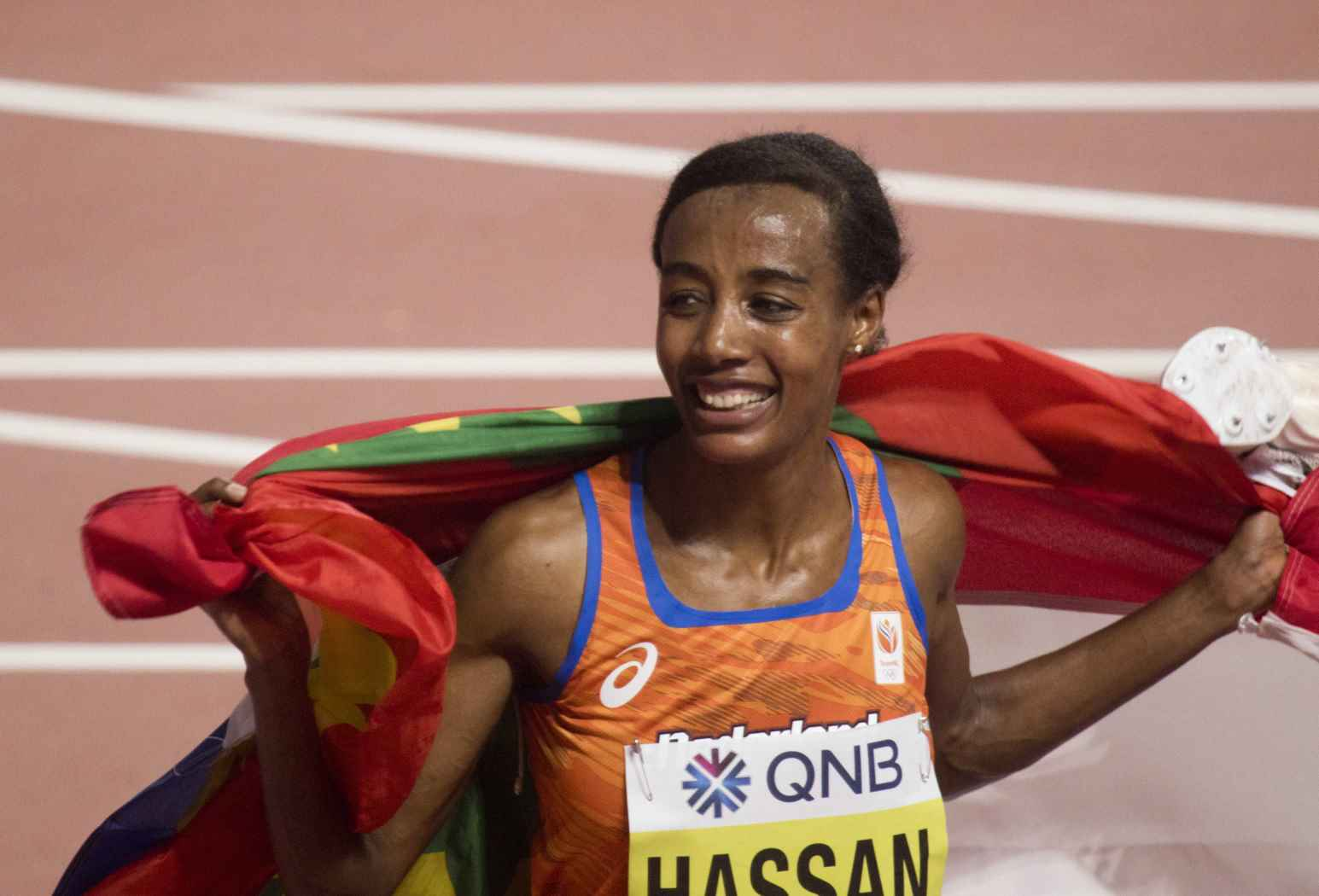
Sifan Hassan, campeã dos 1500 m e dos 10000 m.
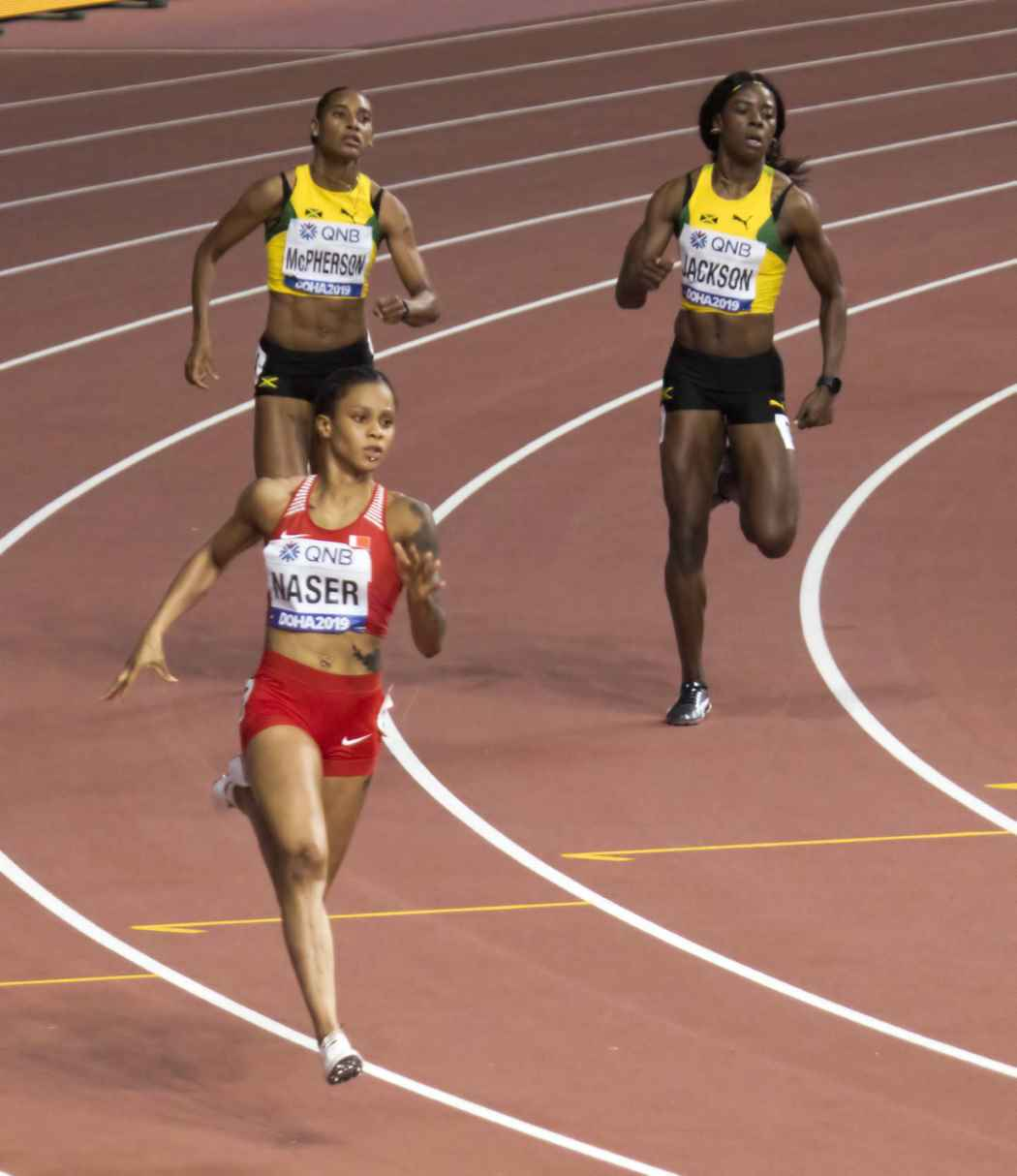
Salwa Eid Naser, do Bahrein, a caminho da vitória e do 3º melhor tempo da história nos 400 m rasos.
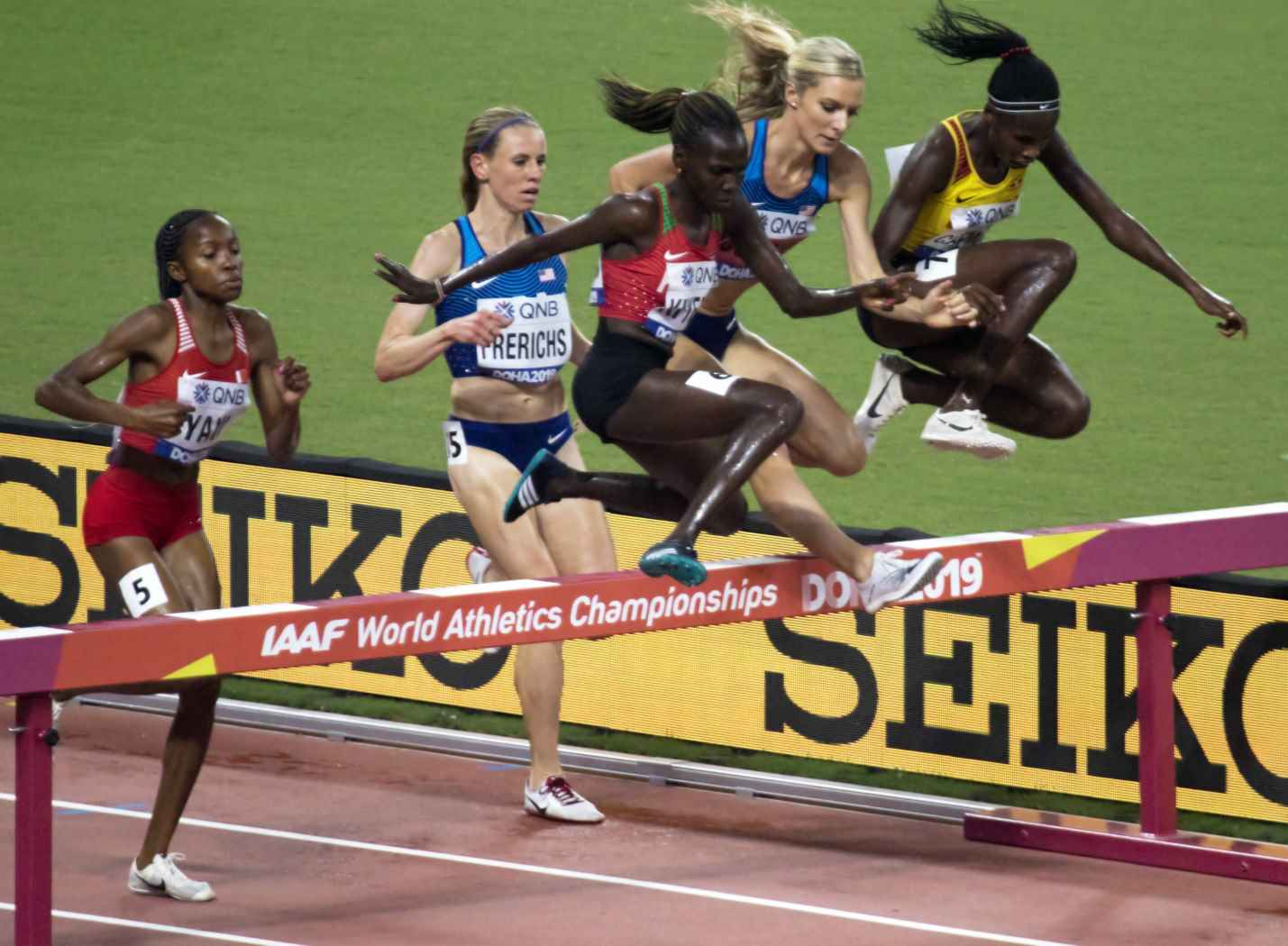
A final dos 3000 m c/ obstáculos feminino.